# Oderzo
Oderzo is een gemeente in de Italiaanse provincie Treviso (regio Veneto) en telt 18.706 inwoners (31-12-2004). De oppervlakte bedraagt 42,6 km², de bevolkingsdichtheid is 439 inwoners per km².
De volgende frazioni maken deel uit van de gemeente: Camino, Faè, Piavon, Colfrancui, Rustignè, Fratta.

## Demografie
Oderzo telt ongeveer 7100 huishoudens. Het aantal inwoners steeg in de periode 1991-2001 met 4,1% volgens cijfers uit de tienjaarlijkse volkstellingen van ISTAT.
| Jaar | Inwoneraantal |
| ---- | ------------- |
| 1991 | 16.632        |
| 2001 | 17.316        |
| 2023 | 20.016        |

Van 1925 tot 1927 was de kunstschilder Luigi De Giudici burgemeester van Oderzo.

## Geografie
De gemeente ligt op ongeveer 14 m boven zeeniveau.
Oderzo grenst aan de volgende gemeenten: Chiarano, Fontanelle, Gorgo al Monticano, Mansuè, Ormelle, Ponte di Piave.

## Geboren
- Pierangelo Bincoletto (1959), wielrenner

## Externe link

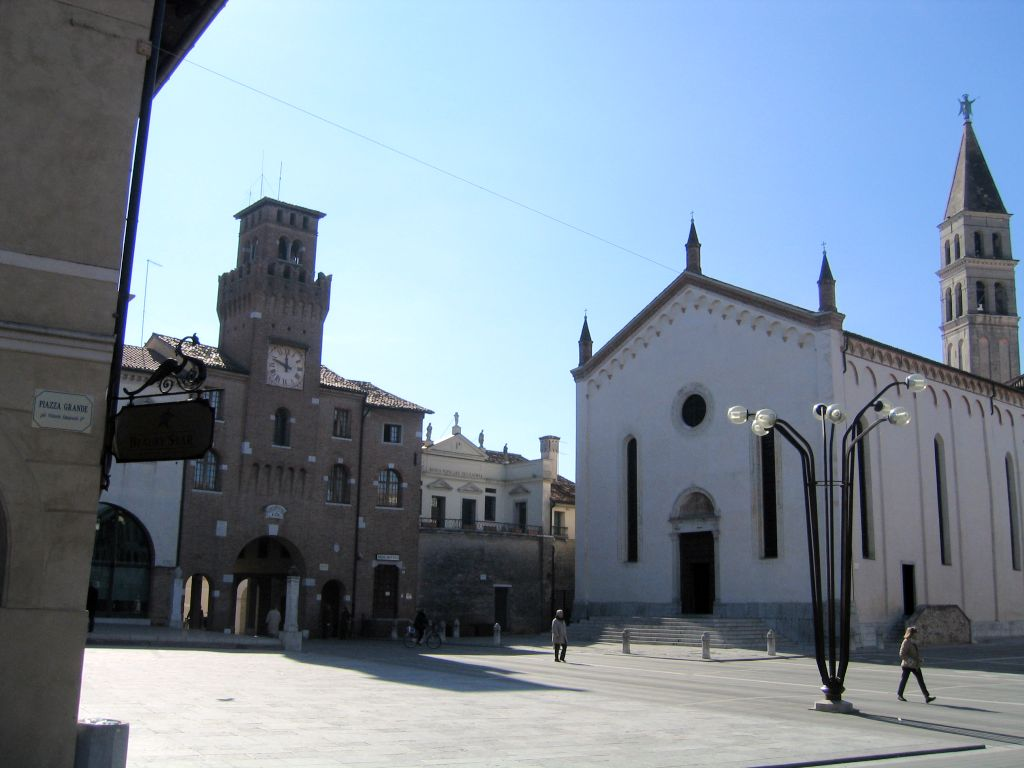
Plein in Oderzo